# Странрар (футбольний клуб)
«Странрар» (шотл. Stranraer) — професійний шотландський футбольний клуб з міста Странрар. Виступає у шотландській Першій лізі як член Шотландської професійної футбольної ліги. Домашні матчі проводить на стадіоні «Стейр Парк», який вміщує 6 250 глядачів.

## Короткі відомості
Футбольний клуб «Странрар» було засновано в 1870 році, що робить його третім найстарішим клубом Шотландії після «Квінз Парк» та «Кілмарнока». 
Із здобутків клуб має лише дві перемоги в Другому дивізіоні ШФЛ, остання з яких в сезоні 1997-98. В сезоні 2004-05 зайняв друге місце в цьому ж дивізіоні. Також «Странрар» дійшов до фіналу Кубка виклику в 1996-му, де програв «Сент-Джонстону».